# Línguas oceânicas ocidentais
As Línguas Oceânicas Ocidentais são um subgrupo das línguas oceânicas, proposto e estudado por Ross(1988). São cerca de 240 línguas.

Oceânicas Ocidentais)

## Classificação
O subgrupo oceânico ocidental é composto de outros três subgrupos: 
- Nova Guiné Setentrional
- Meso-Melanésio
- Papua Extremo Sul

O centro de dispersão das línguas próximo à Península de Willaumez, na costa norte da Nova Bretanha.